# Korea Computer Center
A Korea Computer Center, avagy röviden KCC (hangul: 조선콤퓨터쎈터, handzsa (hanja): 朝鮮콤퓨터쎈터; Csoszon Khompjuto Sszento (Joseon Kompyuteo Ssenteo)) Észak-Korea legfőbb állami informatikai vállalata. 1990. október 24-én alapították, jelenleg több mint 1000 alkalmazottat foglalkoztat.
Külképviselettel rendelkezik Németországban, Kínában, Szíriában és az Egyesült Arab Emírségekben.
Operációs rendszerek terén Linuxszal foglalkoznak leginkább, ők fejlesztették ki a Red Star OS-t is, Észak-Korea legelső saját operációs rendszerét.
A KCC politikai szervezet része, és nem csak informatikai vállalat önmagában. Technológiai állapota és általános modernitása lemarad a világ többi részétől, meg az észak-koreai általános korszellemtől is.
Például a .kp ccTLD-t 2007-ben vették nyilvántartásba (regisztrálták), de a KCC-nek három évig nem sikerült a nyilvántartás, az európai vállalat támogatása ellenére sem. A KCC még mindig nem dolgozott ki egy működő ccTLD infrastruktúrát, amit az észak-koreai kormány több éven keresztül célul tűzött ki. A KCC legfőképp Észak-Koreában folyó projekteken dolgozik, emellett 2001 óta szolgálja az ügyfeleit Európában, Kínában, Dél-Koreában, Japánban és a Közel-Keleten.
Működteti a Naenarát, Észak-Korea hivatalos webportálját. A Nosotek egy másik észak-koreai IT-vállalkozás, amely számítógépes játékokat fejleszt ki. Közülük kettőt a News Corporation publikált. Egy másik ehhez hasonló cég/vállalat a Pyongyang Információs Központ.